# خواجه احمد
خواجه احمد، روستایی از توابع بخش مرکزی شهرستان زهک در استان سیستان و بلوچستان ایران است.

## جمعیت
این روستا در دهستان خواجه احمد قرار دارد و براساس سرشماری مرکز آمار ایران در سال ۱۳۸۵، جمعیت آن ۱٬۰۶۰ نفر (۲۲۴خانوار) بوده‌است.